# Ши Ху
Ши Ху (спрощ.: 石虎; піньїнь: Shi Hu; 295 —349) — 3-й імператор з династії Пізня Чжао у 334–349 роках, талановитий військовик, покровитель буддизму.

## Життєпис

### Кар'єра
Походив з кочового племені цзе (спорідненого з хунну). Був сином Коумі, родича вождів. Рано втратив батька, після чого виховувався у родині молодшого вождя Чжоухечджу, батька майбутнього імператора Ши Ле. Тривалий час залишався із племенем у голодні 300—304 роки. Після цього приєднався до армії Ши Ле. Тоді ж прийняв нове ім'я Ши Ху. Надалі виявив себе здібним командиром та організатором, при цьому у своїх підрозділах встановив жорстку дисципліну.
Протягом 313—319 років Ши Ху керував арміями у центральному Китаї, придушуючи спротив напівнезалежних губернаторів династії Цзінь. За свої успішні дії отримав від Ши Ле титул хоу Фаньян. У 320—324 роках з успіхом воював на землях сучасних провінцій Хебей та Шаньдун. 324 року очолив війська в кампанії проти держави Рання Чжао. 328 року остаточно захопив важливе місто Лоян, а згодом і Чанань, остаточно перемігши ворога 329 року.
Після тих звитяг Ши Ху почав мріяти про владу імператора, почавши поступово готувати заколот. У той час, 333 року, помер імператор Ши Ле, а новим імператором став його син Ши Хун. Утім Ши Ху зумів підкорити собі Ши Хуна, стративши його прихильників. Від того моменту фактична влада була в руках Ши Ху, який отримав титул вана Вей. Поступово на всі провідні військові та цивільні посади були призначені прибічники Ши Ху. 333 року він придушив повстання проти себе, а 334 року повалив Ши Хуна, ставши новим імператором Пізньої Чжао під іменем Тай-цзу.

### Імператор
335 року за наказом Ши Ху столицю було перенесено до Ечена (сучасне місто Ханьдань у провінції Хебей). Від самого початку він виявив особливу прихильність до буддизму, всіляко підтримуючи фундацію буддистських монастирів та пагод. До цивільного управління вперше були запрошенні буддистські ченці. 336 року імператор започаткував зведення численних палаців у своїй країні.
337 року було викрито змову Ши Суя, сина Ши Ху. Останній наказав стратити сина, його 26 дружин та 200 прибічників Ши Суя. Надалі точилася постійна боротьба між синами Ши Ху за титул спадкоємця трону.
З метою підвищення престижу влади Ши Ху вирішив розширити володіння Пізньої Чжао. Для цього 337 року було укладено союз з державою Рання Янь проти племені дуаньців. 338 року останніх було розбито. Після цього Ши Ху виступив проти Ранньої Янь, узявши в облогу її столицю Цзічен (сучасний Цзіньчжоу у провінції Ляонін).
У 339–340 роках воював проти династії Цзінь, зумівши завоювати деякі території на півдні, втім зрештою не досяг суттєвих успіхів. У 342–344 роках намагався підкорити держави Рання Лян та Рання Янь, проте марно. У 346–347 роках Ши Ху ще раз спробував підкорити Ранню Лян, але після нової поразки відступив.
Разом з тим жорстка фіскальна політика та численні військові походи призвели до суттєвого збідніння населення, яке ще 345 року повстало проти влади. До цього додалися внутрішні конфлікти у родині імператора: 348 року власний брат Ши Сюань убив спадкоємця трону Ши Тао. Новим спадкоємцем став Ши Бін (Ши Сюаня було страчено). Втім 349 року повстав Лян Ду, колишній воєначальник страченого принца Ши Сюаня. У вирішальній битві при Лояні повстанці зазнали нищівної поразки. Втім того ж року помер Ши Ху. Його смерть призвела до спалаху нової боротьби між його синами за владу.